# Santa Colomba de las Arrimadas
Santa Colomba de las Arrimadas es una localidad española que forma parte del municipio de La Ercina, en la provincia de León, comunidad autónoma de Castilla y León.

## Geografía

### Ubicación
| Noroeste: La Losilla           | Norte: La Devesa de Boñar    | Noreste: La Devesa de Boñar      |
| Oeste: Laíz de las Arrimadas   |                              | Este: Corral de las Arrimadas    |
| Suroeste Laíz de las Arrimadas | Sur: Corral de las Arrimadas | Sureste: Corral de las Arrimadas |

## Demografía
Evolución de la población
| Gráfica de evolución demográfica de Santa Colomba de las Arrimadas entre 2000 y 2017 |
|                                                                                      |
| Población de derecho (2000-2017) según el padrón municipal del INE                   |